# Homaloptera montana
Homaloptera montana är en fiskart som beskrevs av Herre, 1945. Homaloptera montana ingår i släktet Homaloptera och familjen grönlingsfiskar. IUCN kategoriserar arten globalt som starkt hotad. Inga underarter finns listade i Catalogue of Life.